# Bowes Castle

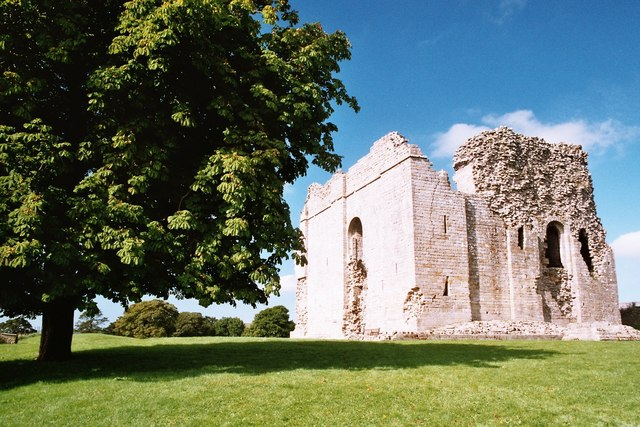
Donjon von Bowes Castle

Bowes Castle war eine mittelalterliche Burg im Dorf Bowes in der englischen Grafschaft County Durham. Die erste, hölzerne Burg wurde auf dem Gelände des früheren römischen Militärlagers Lavatrae errichtet und von 1170 bis 1174 auf Anordnung Heinrichs II. durch ein stabileres Steingebäude ersetzt. Zusammen mit der Burg wurde auch das Dorf errichtet. Bowes Castle widerstand den schottischen Angriffen in der Revolte von 1173–1174, wurde aber 1322 von Rebellen geplündert. In den Wirren des englischen Bürgerkrieges wurde die bereits ruinierte Burg größtenteils abgetragen. Die Ruine wird heute von English Heritage als Touristenattraktion verwaltet.

## Geschichte

### Römerzeit
Das Heerlager in Lavatrae war ein Wegpunkt am nördlichen Ast des römischen Äquivalents der Watling Street im Abschnitt, der Luguvalium (Carlisle) mit Eboracum (York) und weiter südlich liegenden Orten verband. Es beherrschte den Stainforth Pass durch die Pennines.

### 12. Jahrhundert
Bowes Castle entstand in den Ruinen des römischen Militärlagers. Die Route war einer der wenigen Hochlandübergänge, die England und Schottland verbanden und blieb bis ins Mittelalter strategisch bedeutsam. Das Burggelände liegt in liegt im Honour of Richmond, Ländereien, die im frühen Mittelalter traditionell den Grafen der Bretagne gehörten. Das Land selbst aber war ein Fronhof, der der Krone gehörte.
Um 1136 ließ Alan de Bretagne, der Graf der Bretagne, eine hölzerne Burg in der Nordwestecke des alten Militärlagers bauen. Die Nutzung der älteren römischen Befestigung in Bowes war die gleiche wie in den nahegelegenen Burgen Brough Castle und Malton Castle. Bowes Castle erbte Alans Sohn, Conan, und als dieser starb, beanspruchte es König Heinrich II.
Die königlichen Sorgen um die Sicherheit veranlassten Heinrich II., von 1171 bis 1174 massiv in den Ausbau der Burg zu investieren. Es war im 12. Jahrhundert unüblich, dass eine neue königliche Burg in diesem Teil Englands gebaut wurde, und Heinrich scheint durch die militärische Bedrohung aus Schottland vor und während der Revolte von 1173 und 1174 dazu getrieben worden zu sein. Heinrich investierte von 1170 bis 1187 fast £ 600 in die Burg, das meiste davon in den ersten paar Jahren, um das alte Fort unter der Aufsicht der örtlichen Pächter des Grafen der Bretagne, Torfin, Osbert und Stephen of Barningham, wiederaufbauen zu lassen.

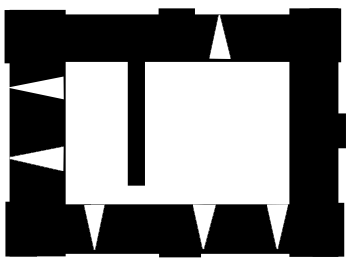
Grundriss des Donjons

Die neu aufgebaute Burg hatte einen Hallendonjon unüblicher Konstruktion für englische Burgen. Dieses dreistöckige Steingebäude war 24,6 m lang, 18 m breit und 15 m hoch. Innen war der Donjon in eine lange Halle und einen Solar (Privatraum der Eigentümer) unterteilt. Das Licht kam durch gerundete Fenster. Der Donjon ähnelte in seiner Architektur etlichen nahegelegenen Burgen, besonders aber denen in Middleham und Outhgill. Ein Burggraben bildete einen inneren Verteidigungsring um den Donjon und die Wälle des alten Forts einen größeren, äußeren Verteidigungsring. Eine Mühle, damals wichtiger Teil jeder Burg, wurde am Fluss Greta gebaut und versorgte die Garnison mit Mehl. Das Dorf Bowes wurde nach der Burg errichtet, komplett mit Kirche und Marktplatz. Diese Form eines geplanten Dorfes ist ebenfalls ungewöhnlich für England.
In England wurde die Große Revolte gegen die Herrschaft von König Heinrich durch eine Koalition von rebellischen Adligen geführt, die durch den König von Schottland und andere europäische Verbündete unterstützt wurde. König Wilhelm I. drängte 1173 von Schottland aus nach Süden, und Bowes Castle wurde bei den Angriffen zerstört. Im darauf folgenden Jahr wurden Reparaturarbeiten an der Burg in Erwartung weiterer Angriffe durchgeführt, z. B. Reparaturen an der Kammer und den Toren sowie der Bau eines Bollwerks um den Donjon. Im Folgejahr belagerte König Wilhelm die Burg direkt, musste sich aber zurückziehen, als Entsatzkräfte unter Führung von König Heinrichs illegitimem Sohn Geoffrey, damals Bischof von Lincoln eintrafen.

### 13. und 14. Jahrhundert

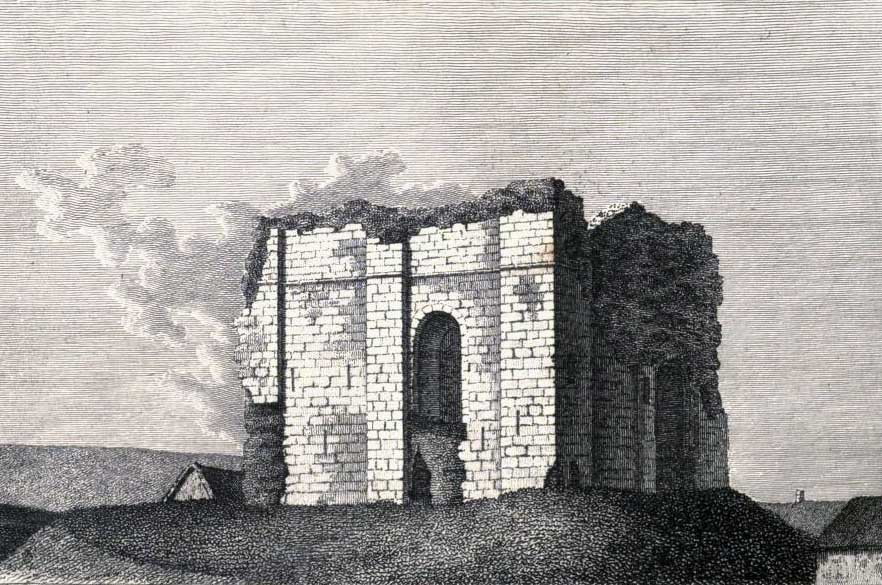
Ruine von Bowes Castle in einer Abbildung von 1785

Heinrich II. unterdrückte die Große Revolte erfolgreich und ließ Wilhelm I. bis zur Aushandlung eines Friedensvertrages, der Heinrichs Einflussbereich nach Norden bis nach Schottland hinein ausdehnte, ins Gefängnis werfen. In den folgenden Jahren verbesserte sich die Sicherheit im Norden Englands erheblich. König Johann Ohneland stellte Bowes Castle 1203 unter die Kontrolle von Robert de Vieuxpont, einem wichtigen Verwalter im Norden, der sie bis 1228 behielt. König Johann hielt sich in den Jahren 1206 und 1212 selbst dort auf, und die Burg diente auch kurze Zeit als Aufenthaltsort seiner Nichte Eleonore von der Bretagne, die unter den Schutz von Vieuxpont gestellt wurde. König Heinrich III. verlieh die Burg kurze Zeit William de Blockley und Gilbert de Kirketon, bevor sie 1232 an Peter I. von der Bretagne und dann an William de Valence gegeben wurde. 1241 wurde Peter II., der Graf von Savoyen, zum Earl of Richmond geschlagen und der König verlieh ihm dann Bowes Castle.
Die Burg blieb bis 1322 in den Händen der Earls of Richmond, verfiel in dieser Zeit aber zusehends. König Eduard II. gab Bowes Castle dann stattdessen an John de Scargill, und die örtlichen Pächter des Earl of Richmond rebellierten daraufhin und griffen die Burg an. Der Verwalter der Burg war zu dieser Zeit abwesend und die Angreifer brannten die Halle nieder, tranken vier Tuns Wein und stahlen die Waffen, Rutten und andere Güter. Der Konflikt mit Schottland führte zu weiteren Angriffen auf die Burg und die umgebende Grundherrschaft. Die angrenzenden Felder wurden daraufhin aufgegeben und 1340 lag die Burg in Ruinen und die Grundherrschaft war nichts mehr wert.

### Spätere Zeit
Im Jahre 1361 beanspruchte die Krone erneut Bowes Castle, das immer noch eine Ruine war. Zwischen 1444 und 1471 stand es unter der Kontrolle der Familie Neville, mächtiger regionaler Landbesitzer, bevor es erneut an die Krone fiel. König Jakob I. verkaufte die Burg Anfang des 17. Jahrhunderts, und die verbleibenden Befestigungen wurden Mitte des 17. Jahrhunderts, nach dem englischen Bürgerkrieg, geschleift.
Im 21. Jahrhundert wird die Burgruine von English Heritage verwaltet und dient als Touristenattraktion. Die Ruine des Donjons hat bis heute fast vollständig überlebt und gilt als historisches Gebäude I. Grades und Scheduled Monument.